# Nungarin
Nungarin is een plaats in de regio Wheatbelt in West-Australië.

## Geschiedenis
Ten tijde van de Europese kolonisatie vormde de streek de grens tussen de leefgebieden van de Njakinjaki Nyungah en de Kalamaia Aborigines.
Landmeter-generaal John Septimus Roe en George Fletcher Moore verkenden de streek in 1836, zeven jaar na de stichting van de kolonie aan de rivier de Swan, op zoek naar een grote inlandse zee. Ze vonden de streek niet geschikt als weidegrond. Charles Cooke Hunt bracht de streek in kaart tijdens een verkenningstocht in 1864 waarbij hij waar mogelijk waterputten ontwikkelde. Hij vermeldde de 'Noongoorin Rock'. In de jaren 1870 trokken sandelhoutsnijders door de streek. In 1874 vestigde de familie Adams zich als eerste in de streek, aan de 'Mangowine Spring'. Op het einde van de 19e eeuw werd goud gevonden in de regio en de goudzoekers trokken langs de hofstede van de familie Adams.
In 1910 werd beslist een spoorweg tussen Kunnoppin en Merredin aan te leggen. Er werd een nevenspoor en een dorp voorzien. In 1911 opende een winkel met postvoorzieningen. In 1912 werd Nungarin officieel gesticht en naar de 'Nungarin Rock' vernoemd. De betekenis van het Aborigineswoord 'Nungarin' is niet bekend.
In 1921 werd de 'Nungarin Road Board' opgericht. Deze besliste tot de bouw van een politiekantoor, waarmee in 1923 werd aangevangen. In 1925 werd begonnen met de bouw van een post- en telefoniekantoor nadat de in 1911 geopende winkel was afgebrand. Een jaar later, in 1926, werd een gemeenschapszaal, de 'Nungarin Hall', gebouwd. Het 'Nungarin Hotel' opende in 1929. In 1936 opende de kantoren van de 'Nungarin Road Board' in het nieuwe 'Alice Williams Memorial Building'.
Tijdens de Tweede Wereldoorlog werden met het oog op een mogelijke Japanse invasie in heel West-Australië militaire basissen opgericht. In Nungarin verkreeg het leger een kavel van bijna 700 hectare. De basis bevatte een groot onderhoudsdepot voor legervoertuigen, ateliers, schuilplaatsen, kantoren, voorraadschuren, medische faciliteiten en een energiecentrale. Op een gegeven ogenblik waren er 1.200 militairen op de basis gestationeerd. Er was ook een afdeling van de 'Australian Women's Army Service' gevestigd. Vanaf 1949 werd de aanwezigheid afgebouwd en de gebouwen en gronden verkocht. In de grote onderhoudsdepot werd een museum gevestigd. Veel van Nungarins sportfaciliteiten stammen uit die periode.
Na de Tweede Wereldoorlog, op 4 september 1957, werd door de toenmalige gouverneur van West-Australië, Charles Gairdner, een nieuwe gemeenschapszaal geopend, de 'Nungarin Memorial Hall'. In 1968 werd een districtsgebouw met een bibliotheek, kamer van koophandel en kantoren voor het districtsbestuur geopend.

## Beschrijving
Nungarin is het administratieve en dienstencentrum van het lokale bestuursgebied (LGA) Shire of Nungarin, een landbouwdistrict. Het is een verzamel- en ophaalpunt voor de oogst van de graanproducenten uit de streek die bij de Co-operative Bulk Handling Group aangesloten zijn.
Nungarin heeft 'Community Resource Centre' (CRC) waar een toerisme- en postkantoor gevestigd zijn, een gemeenschapszaal, een basisschool, een zwembad en een recreatiecentrum met verscheidene sportfaciliteiten. In 2021 telde Nungarin 152 inwoners.

## Toerisme
Het toerismekantoor van Nungarin is in het CRC gevestigd. Men kan er onder meer informatie verkrijgen over onderstaande bezienswaardigheden:
- het Nungarin Heritage & Machinery Museum, een streekmuseum in een voormalig legerdepot, de 'Army Vehicle Shop'
- de Nungarin Nature & Heritage Trail, een 3 kilometer lange wandeling met startpunt aan het museum en informatiepanelen langsheen het pad
- de Mangowine Homestead, een gerestaureerde hofstede waar goudzoekers op het einde van de 19e eeuw langs trokken en uitrustten
- Chandler, de ruïnes van een dorpje en de nabijgelegen alunietmijn
- Lake Brown, een zoutmeer
- Eagle Stone Rock, een granieten ontsluiting met picknick- en kampeerfaciliteiten, 20 kilometer ten noordoosten van Nungarin nabij 'Lake Brown'
- Granite Outcrops, verscheidene granieten ontsluitingen in de omgeving van Nungarin, sommige met 'gnamma holes'[noot 2]
- het Talgomine Reserve, een natuurreservaat met een wandelpad en een uitkijkpunt op 'Mount Moore'
- de Nungarin Heritage Cemetery Walk, een wandeling over het historische kerkhof langs de graven van de pioniers uit het district
- de Wheatbelt Way, een toeristische autoroute door de Wheatbelt die ook Nungarin aandoet.

## Transport
Nungarin ligt aan de Cornish Road die in verbinding staat met de Great Eastern Highway. Nungarin ligt 278 kilometer ten oostnoordoosten van de West-Australische hoofdstad Perth, 39 kilometer ten noorden van Merredin en 29 kilometer ten zuiden van Mukinbudin.
De spoorweg die door Nungarin loopt is 'Tier 3'-spoorweg en wordt sinds het begin van de 21e eeuw niet meer gebruikt.

## Klimaat
Nungarin kent een warm steppeklimaat, BSh volgens de klimaatclassificatie van Köppen. De gemiddelde jaarlijkse temperatuur bedraagt 18,1 °C en de gemiddelde jaarlijkse neerslag ligt rond 309 mm.

## Galerij

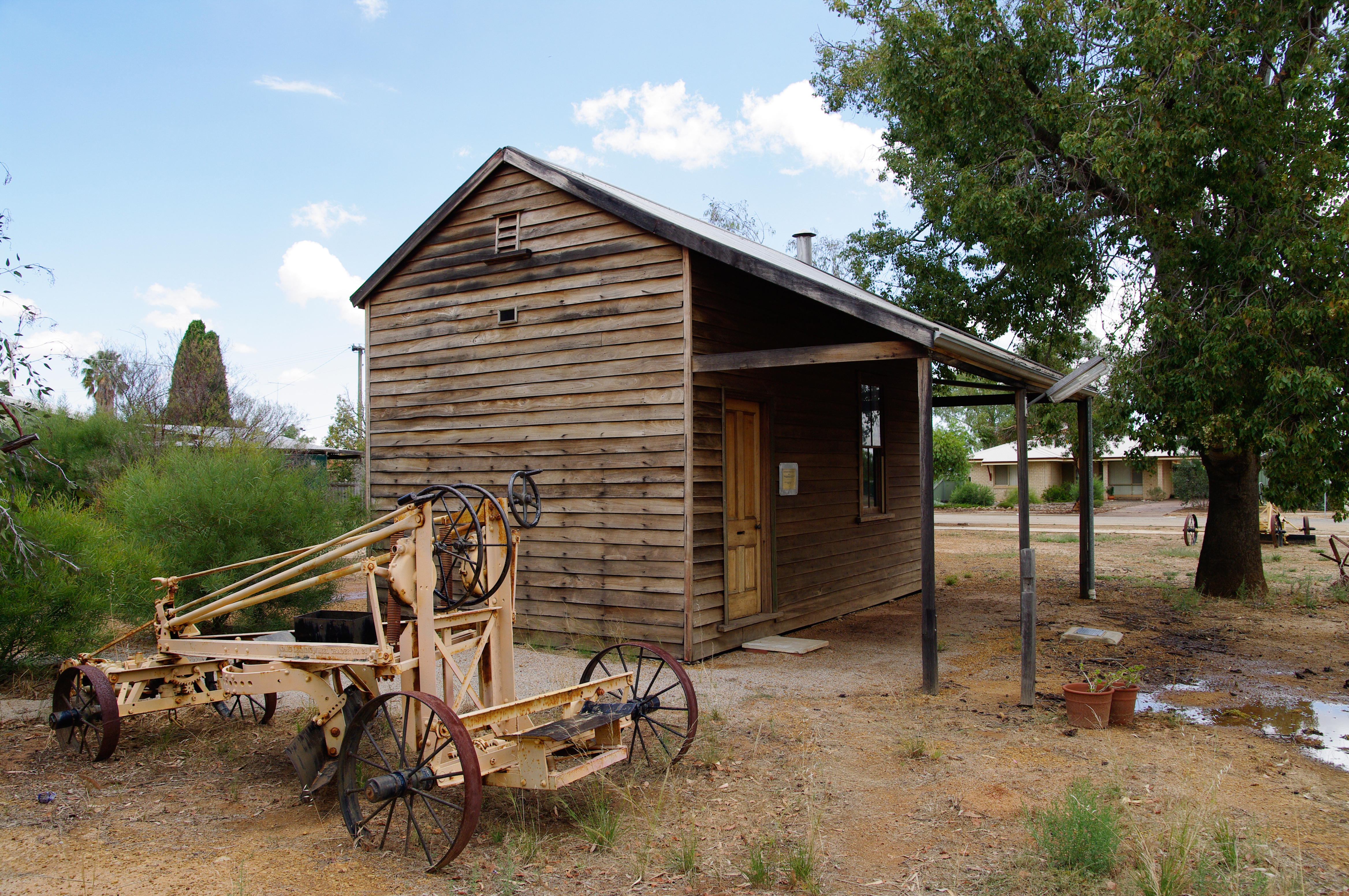
'Roads Board Building' 1922 - 1936
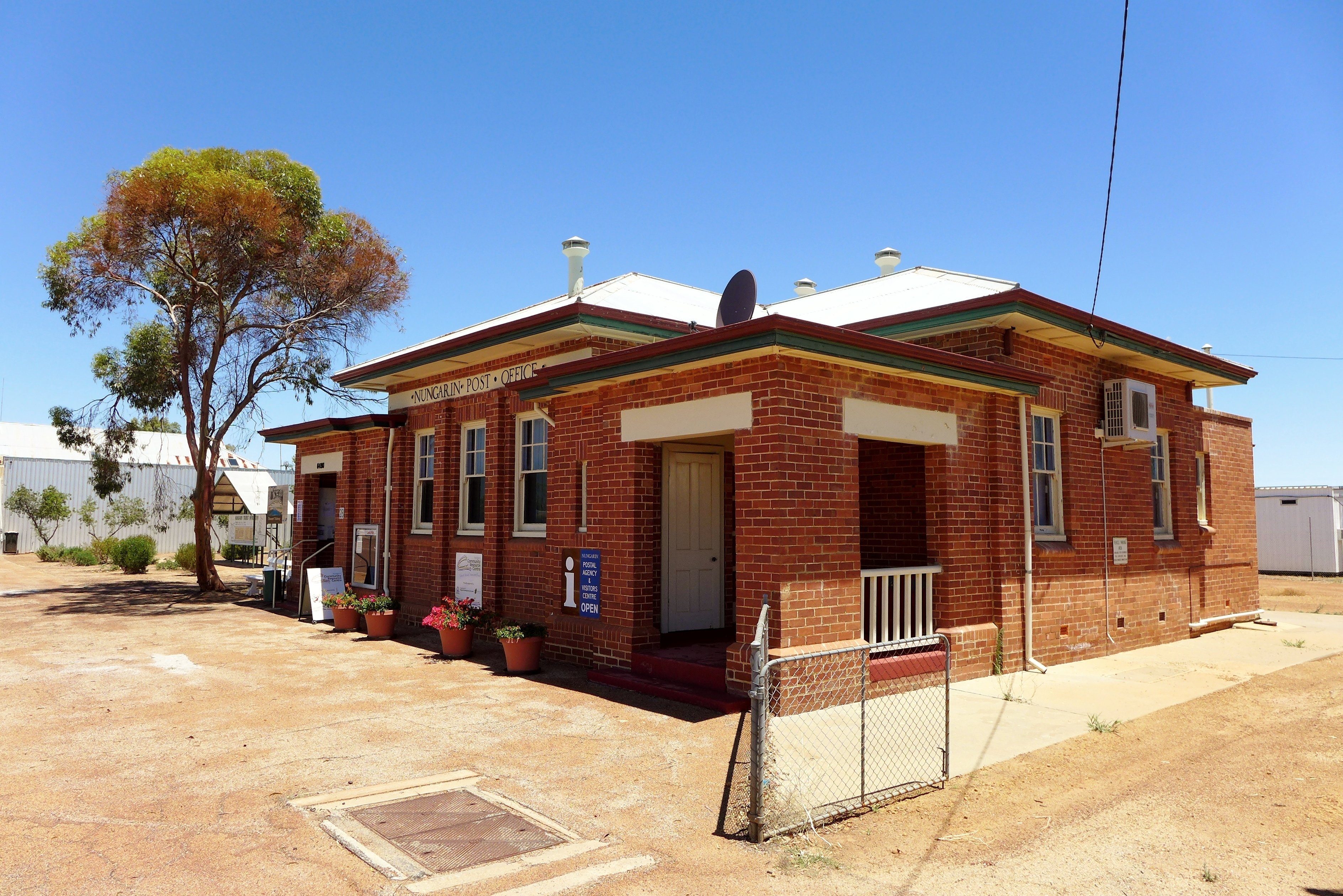
postkantoor uit 1925
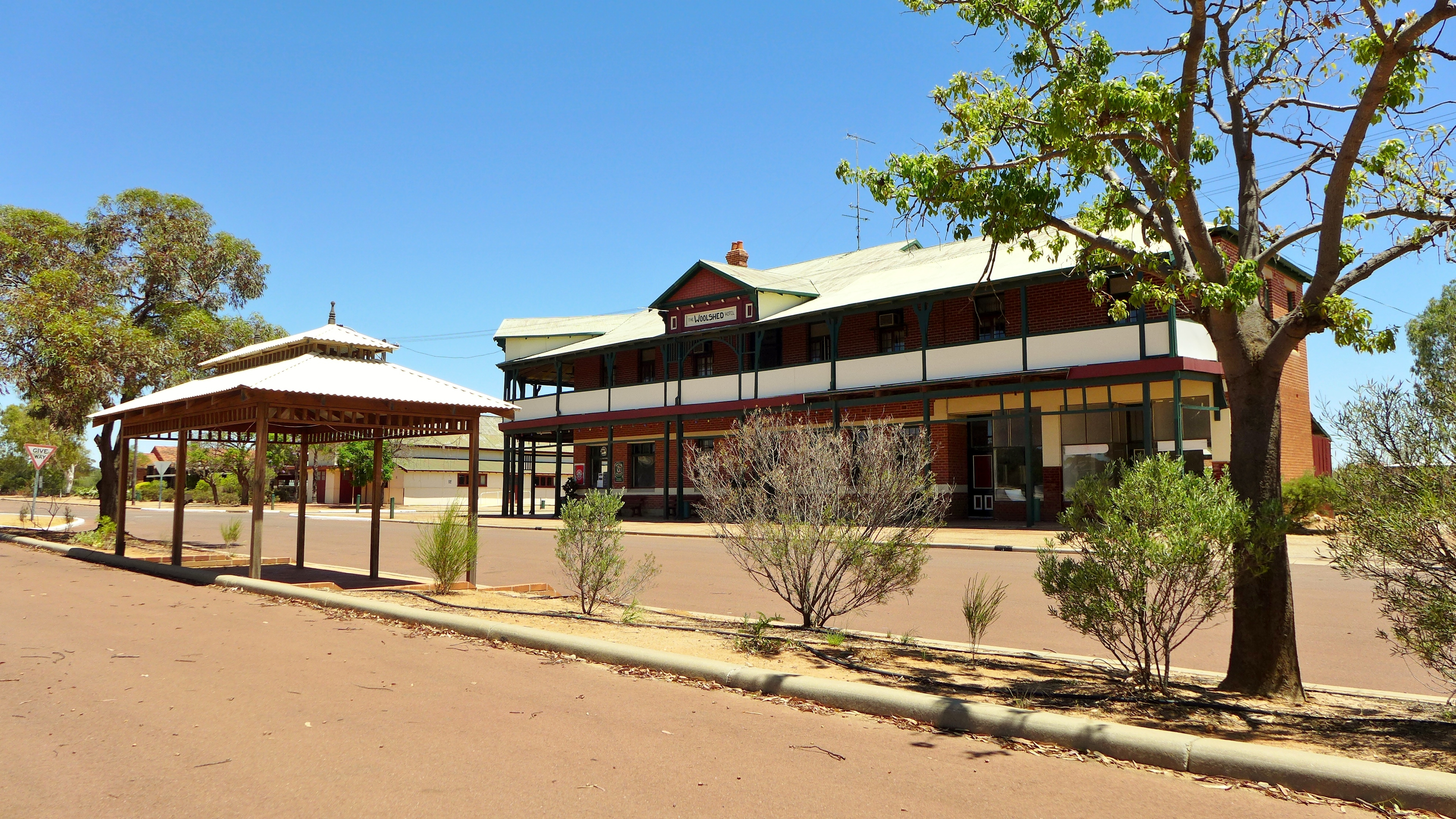
hotel uit 1929
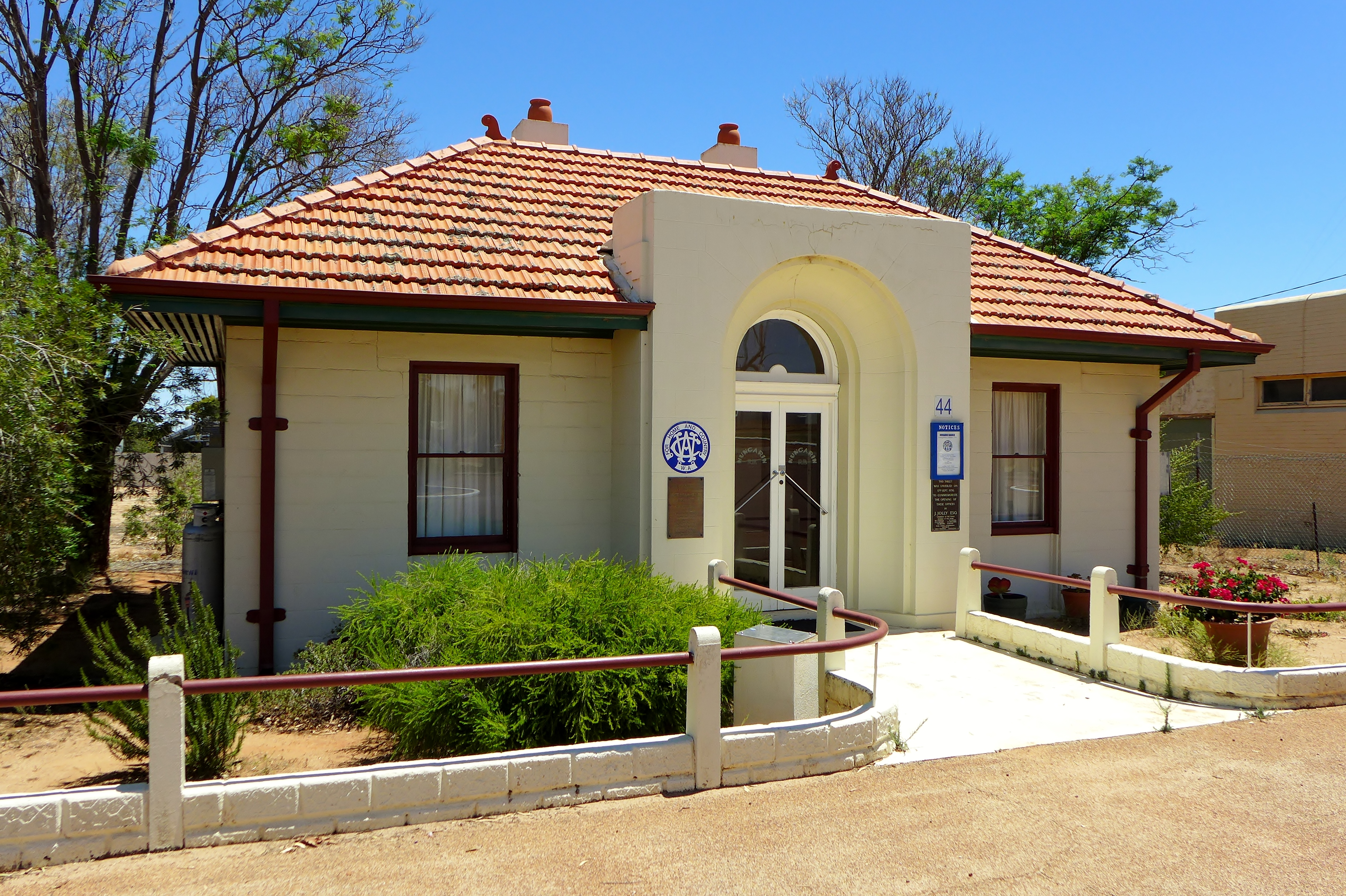
'Alice Williams Memorial Building' uit 1936 ('Roads Board Building')
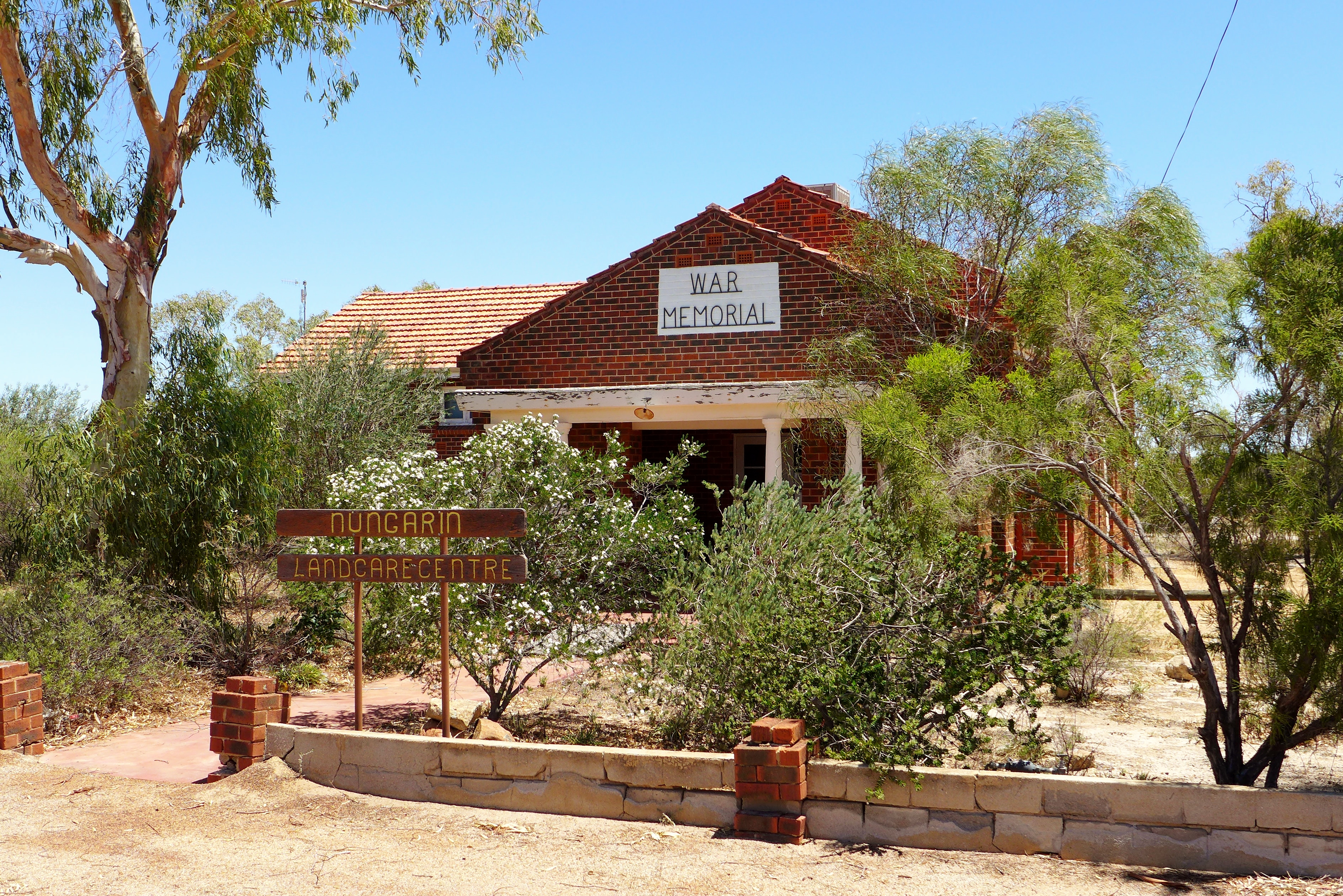
gemeenschapszaal uit 1957
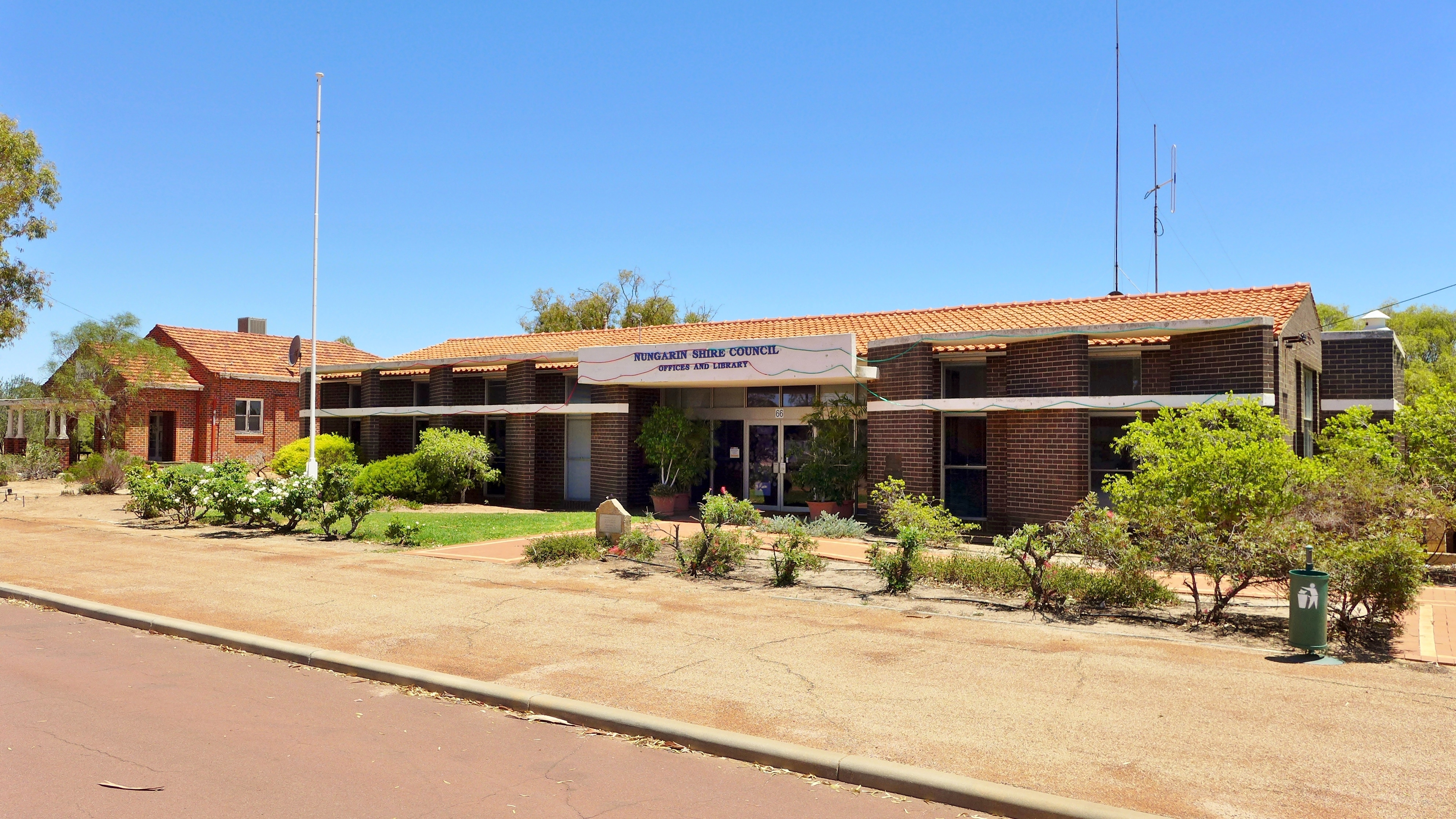
districtskantoren uit 1968

Aldersyde · Amery · Ardath · Arthur River · Baandee · Babakin · Badgingarra · Badjaling · Bailup · Bakers Hill · Balkuling · Ballaying · Ballidu · Beacon · Beenong · Beermullah · Bejoording · Belka · Bencubbin · Bendering · Benjaberring · Beverley · Bilbarin · Bindi Bindi · Bindoon · Bodallin · Bolgart · Bonnie Rock · Boolading · Booraan · Brookton · Bruce Rock · Bullaring · Bullfinch · Bulyee · Bungulla · Buntine · Burakin · Burracoppin · Cadoux · Calingiri · Campion · Caraban · Carrabin · Cataby · Cervantes · Chandler · Chittering · Clackline · Cold Harbour · Congelin · Coomberdale · Copley · Corrigin · Cowcowing · Crossman · Cuballing · Culbin · Cunderdin · Dalwallinu · Dandaragan · Dangin · Darkan · Dattening · Dongolocking · Doodlakine · Dowerin · Dudinin · Dumbleyung · Duranillin · Dwarda · Ejanding · Elabbin · Erikin · Gabbin · Gingin · Goomalling ·  Grass Valley · Greenhills · Guilderton · Gwambygine · Harrismith · Highbury · Hines Hill · Holt Rock · Hyden · Jelcobine · Jennacubbine · Jennapullin · Jitarning · Jurien Bay · Kalannie · Karlgarin · Kellerberrin · Kondinin · Kondut · Koojan · Koolyanobbing · Koorda · Korbel · Korrelocking · Kukerin · Kulin · Kulja · Kulyaling · Kunjin · Kununoppin · Kweda · Kwelkan · Kwolyin · Lancelin · Lake Brown · Lake Grace · Lake King · Ledge Point · Manmanning · Marvel Loch · Meckering · Meenaar · Merredin · Miling · Minnivale · Mogumber · Mokine · Moodiarrup · Mooliabeenee · Moora · Moorine Rock · Moorumbine · Moulyinning · Mount Hardey · Mount Kokeby · Mount Walker · Muchea · Mukinbudin · Muntadgin · Nalya · Nangeenan · Narembeen · Narrogin · New Norcia · Newdegate · Nilgen · Nokaning · North Bannister · Northam · Nukarni · Nungarin · Pantapin · Piawaning · Piesseville · Pingaring · Pingelly · Pithara · Popanyinning · Quairading · Quindanning · Regans Ford · Seabird · Shackleton · Southern Cross · Spencers Brook · Tammin · Tincurrin · Toodyay · Trayning · Varley · Wagin · Walebing · Walgoolan · Wandering · Wannamal · Watheroo · Welbungin · West Dale · West Toodyay · Westonia · Wialki · Wickepin · Wilbinga · Williams · Wongan Hills · Woodridge · Wubin · Wundowie · Wyalkatchem · Yealering · Yelbeni · Yellowdine · Yilliminning · Yerecoin · York · Yorkrakine · Yornaning · Yoting · Youndegin